# Territorio de San Andrés y Providencia
El territorio de San Andrés y Providencia fue un territorio nacional creado el 27 de abril de 1847 en la República de la Nueva Granada a partir del cantón de San Andrés de la provincia de Cartagena, siendo suprimida en 1850 y agregada nuevamente a dicha provincia; fue recreado en 1866 como uno de los territorios federales de los Estados Unidos de Colombia hasta su extinción definitiva en 1886.

## Generalidades
El territorio comprendía el archipiélago homónimo y perteneció jurisdiccionalmente al Estado Soberano de Bolívar hasta 1866, cuando le fue cedido al gobierno federal para que lo administrara directamente. Los lugares habitados eran escasos, siendo los pueblos de San Andrés, San Luis (estos dos ubicados en la isla principal) y Providencia los únicos con población suficiente para destacar entre el resto.
Los habitantes en su mayoría eran descendientes de estadounidenses, ingleses o afroamericanos venidos desde colonias de esos países en el mar Caribe (particularmente Jamaica); por ello gran parte de la población hablaba inglés, a pesar de los esfuerzos del gobierno nacional por implantar el español como lengua primaria. Los lugareños se dedicaban al cultivo de alimentos y de otras especies explotables como la caña de azúcar, algodón, palo de Brasil, cedro y palo-mora. En cuanto a otro tipo de actividades económicas se desarrollaba la pesca, la cría de ganado vacuno, comercio de miel y cuero, y la extracción del guano.